# 先崎学
先崎 学（せんざき まなぶ、1970年6月22日 - ）は、将棋棋士。米長邦雄永世棋聖門下。棋士番号は185。青森県出身。
いわゆる「羽生世代」と呼ばれることがある棋士の一人。彼らの中で先崎だけタイトル戦登場経験はないものの、全棋士参加棋戦優勝は早く、羽生善治・森内俊之の次に達成している。

## 棋歴

### プロ入りまで
- 青森県で生まれたが、親の転勤のため生後半年で青森を離れている[2]。その後北海道に移り、小学校低学年の時は札幌市在住[3]。
- 1979年、「よい子日本一決定戦 小学校低学年の部」で優勝。準優勝は同い年の羽生善治だった[4]。
- 小学5年生であった1981年の秋、奨励会に入会。早熟な者が多い将棋界の中でも小学5年での入会はかなり早いほうで[5]、しかも、6級ではなく5級での入会であった（ただし、奨励会入会試験に2回落ちており、3回目の受験で合格）。入会の前年から小学校卒業まで、内弟子（米長宅に住み込み）として米長に師事。年上の林葉直子も同時期に米長の内弟子であった。林葉と二人で新宿将棋センターへ将棋を指しに行っていたが、両者ともにエキサイトする性格であった模様である[6]。同い年の羽生善治・森内俊之・郷田真隆は、先崎より1年遅く入会してくる[注 2]。
- 入会から10か月、まだ小学生のうちに2級まで昇級し、「天才」「天才先崎」のニックネームが付く。しかし、そこから2勝8敗での降級点を3度喫するなどして苦戦。1級に上がるのに2年近くもかかり、この間に羽生に追い越されてしまう。本人曰く当時は「奨励会の先輩に誘われて雀荘デビューした」影響で「週に3、4回徹マンする」生活だった[7]。小学生にして酒を覚えたこと、古本屋で万引きした経験も告白している。「将棋マガジン」誌（日本将棋連盟）の羽生の四段デビュー戦の記事で、羽生と並んだ写真が掲載され、羽生に「天才」、先崎に「元天才？の先崎初段」とコメントがつけられショックを受けたものの、羽生だけでなく森内、佐藤康光、そして郷田にも追い抜かれていることにも気付き、向上心が芽生えたそうで、この写真が無ければプロにはなれなかったかもしれないのだから感謝すべきかもしれないとも語っている。羽生とは、この記事が掲載される直前に研究会で対局していたが、まるで歯が立たなかったらしく、顔を直視することも出来ないくらい打ちのめされたという。その鬱屈した思いのせいで、先崎はプロ四段になるまで羽生と話をすることもできなくなり、プロになった羽生を「羽生先生」と呼ぶのが嫌だから記録係もしなくなったというくらいである[8]。後年の著書『うつ病九段』でも、同世代の棋士に対し「佐藤康光君」「森内君」と敬称をつけるなか、ただひとり「羽生」と呼び捨てにするなどライバル意識を隠していない。
- 先崎の三段時代の途中に三段リーグ制度が復活してしまい、四段昇段は半年に2名の狭き門となる。しかし、第1回三段リーグ（1987年度前期）で12勝4敗で2位となり1期抜け。1位の中川大輔（先崎と同じ米長門）と同時にプロ入りを果たす。当時、17歳であった。

### プロ入り後
- 1987年10月19日付けで四段（プロデビュー）。その直後から頭角を現す。第1期（1988年度）竜王戦6組で優勝（5組昇級）し、本戦トーナメントでは2回戦に進出（羽生善治に敗れる）。第38回（1988年度）NHK杯戦ではベスト8（4回戦）に進出（谷川浩司に敗れる）。
- 1990年10月8日、通算100勝達成により初の昇段（四段→五段）。これは年間30勝を超えるハイペースであった。
- 第40回（1990年度）NHK杯戦で優勝。準決勝で羽生善治前竜王を破り（2021年現在、公式戦で先崎が羽生に勝ったのはこの一度のみ[注 3]）、決勝では南芳一棋王を破っての優勝であった（2025年現在、先崎が全棋士参加棋戦で優勝したのはこの一度のみである[9]）。
- 第14回若獅子戦（1991年度）で優勝[注 4]。佐藤康光（2回戦 = 準々決勝）、村山聖（決勝）の両名に勝っている。
- 第4期竜王戦（1991年度）、第6期竜王戦（1993年度）、第7期竜王戦（1994年度）では、準優勝以上がなかったものの、いずれも昇級者決定戦で3位となり、5組から2組まで昇級する。
- 1995年度の第8期竜王戦の2組で優勝し、1組初昇級を決める。順位戦で最下位のC級2組に所属しながら、竜王戦では最上位の1組所属というのは先崎が初である[10]。第8期竜王戦本戦では谷川浩司と森下卓に勝ち、挑戦者決定三番勝負を佐藤康光と戦う。ジーパン姿で対局して佐藤を挑発するが、1-2で敗れ、羽生竜王への挑戦権は獲得できなかった[11]。
- 第54期順位戦（1995年度）を9勝1敗の成績で昇級。最初の関門であるC級2組からC級1組への昇級に8年を要した。この間、全ての期で勝ち越しており、9勝1敗での次点が1回、8勝2敗が3回ある（頭ハネは3回）。
- 第10期竜王戦（1997年度）で2組準優勝。本戦トーナメントでは森内俊之を破り準決勝に進出するも、真田圭一（4組以下からの初の挑戦者となる）に敗れベスト4に終わる。
- 第56期順位戦（1997年度）より3期連続昇級（C級1組で9勝1敗、B級2組で9勝1敗、B級1組で8勝3敗）でA級八段となる。B級2組では、前月（1998年11月）に竜王となったばかりで昇級争いでも先崎の上に立つ藤井猛との直接対決（7局目）で勝ち、残り3戦は粘りの全勝。そして、9局目で、同門の中川が藤井に2敗目をつけるアシストがあり、逆転した。また、B級1組では、後ろから3局目の井上慶太との直接対決で負けて昇級が絶望的となったが、そこからの2局で井上が2連敗、先崎が2連勝しての大逆転であった。
- 2000年度と2001年度は、プロ入り以来初めて勝率が4割前後に沈む。順位戦でもA級に2期在籍後にB級1組に降級する（第60期A級順位戦最終局にて羽生に負けて降級決定）。
- 第52回NHK杯戦（2002年度）で準優勝[注 5]。
- 第17期竜王戦（2004年度）2組優勝。本戦では初戦で羽生に敗れる。
- 第46期王位戦（2005年度）紅組リーグは、谷川浩司棋王・屋敷伸之九段・渡辺明竜王・先崎の4名が3勝2敗で並び、トーナメント制のプレーオフが行われた。先崎はタイトルホルダーの谷川、渡辺に勝ち、紅組優勝。しかし、挑戦者決定戦で白組優勝の佐藤康光に敗れる。10年前の竜王戦と同じく、またも佐藤によって初のタイトル挑戦権獲得を阻まれた。
- 第64期順位戦（2005年度）で4勝8敗（4勝4敗からの4連敗）の成績に終わり、B級1組からB級2組に降級。前記の3連続昇級のこともあり、『将棋世界』2006年8月号に掲載の四コマ漫画では、先崎には「交通安全」ならぬ「昇降安全」のお守りを、というネタがあった。ご利益があったのか、第73期順位戦（2014年度）で昇級を決めるまで、昇級のチャンス、降級点のピンチ、どちらもあったのだが回避し続けていた。
- ただし、デビュー時はハイペースで昇級をしていた竜王戦の方は、第19期（2006年度）に2組へ降級、第21期（2008年度）に1組へ昇級とやはり安定せず、その後、毎年のように残留をかけた対局が続き、第22期（2009年度）に2組へ、第24期（2011年度）に3組へ、第26期（2013年度）に4組へと急降下している。
- 第50期王位戦（2009年度）でリーグ入り。渡辺明、郷田真隆、丸山忠久を破り3勝2敗とするが、挑戦者となった木村一基（4勝1敗）との対決で敗れ、リーグ残留も失敗。
- 2013年2月7日に47人目となる公式戦通算600勝（将棋栄誉賞）を達成[12]。（第71期順位戦B級2組9回戦・飯島栄治戦）
- 2014年4月1日、第27期竜王戦（2014年度）4組2回戦で飯塚祐紀に勝利し、八段昇段後250勝となり九段に昇段[13]。
- 2015年3月11日、第73期順位戦（2014年度）B級2組で昇級の目のある阿部隆を降し、8勝2敗で糸谷哲郎竜王と北浜健介と同星ながら順位差で10年ぶりのB級1組復帰を果たす。
- 2015年6月17日、第28期竜王戦（2015年度）4組残留決定戦で佐々木勇気に負けて竜王戦5組への降級が決まる、順位戦は昇級を決めたものの、竜王戦は2009年度以降の2年に1回の降級ペースは止まらなかった。
- 2016年1月28日、第74期順位戦（2015年度）B級1組11回戦で豊島将之に敗れ、1勝9敗。最終局まで2局を残すも、この時点で、B級2組への降級が決まる。残る2局も連敗、10年ぶりのB級1組は1勝11敗だった。
- 2016年5月11日、第29期竜王戦（2016年度）5組準決勝で藤森哲也に勝った結果、4組への昇級が決まる。長らく2年に1回の降級ペースが続いていた竜王戦での昇級は8年ぶりとなる。
- 2017年8月より年度内の全公式戦を休場（後述）。順位戦B級2組は予定されていた9局が不戦敗となり、0勝10敗のクラス最下位で降級点がつくことになった。
- 2018年度に復帰するも順位戦では2つめの降級点がつく結果となりC級1組降級が決まった。

## 棋風
- 棋風は「無頼流」。データには頼らず、局面に対する感覚を重視するタイプ。

## 人物・エピソード

### 人物
- ニックネームは「せんちゃん」。新進気鋭の頃は「天才先崎」とも呼ばれた。
- 兄は精神科医の先崎章[14]。
- 夫人は囲碁棋士の穂坂繭（日本棋院所属[15]）[15]。結婚前に師匠の米長邸において、先崎は高崎一生（当時、米長の内弟子）との二枚落ち対局を命じられ、米長は囲碁で二子のハンディをもらって穂坂と対局するという‘祝福’を受けた[16]。米長も先崎も万札を賭けたという[16]。ただし、これはもちろんしゃれで、対局は途中までで打ち切られた[16]。
- 若い頃からずっとメガネをかけていたが、2002年暮れに友人の囲碁棋士楊嘉源の勧めもあってレーシックによる視力矯正を行った[17]（キャイ〜ンの天野ひろゆきに似てると言われるのが嫌だから、というのは作り話である）。
- 少年時代は吃音であった[18]。吃音を克服できたのは田中角栄が浪曲を歌って克服したのを知って、節をつけてしゃべってみたところ吃音が改善した[18]。先崎は田中角栄は恩人だと語っている[18]。
- 内弟子時代、師匠の米長に「あのー、正座すると血管が圧迫されて、脳みそに行く血の量も当然少なくなるので、これではいい手が浮かびません！」と、異論を唱えた。その異論が米長の逆鱗に触れてしまい、ひどく怒られたという。

### 執筆活動
- エッセイストとしても知られており、著書は多い（『週刊文春』でコラムの連載を持っていた）。その中でよく佐藤康光や羽生善治をネタにしている。また、2007年4月に創刊された『パチスロ必勝ガイドNEO』にも連載記事を寄稿[19]。
- 中島みゆきのファンであり、しばしばコラムのネタにしている。
- 河口俊彦が『将棋マガジン』『将棋世界』で約30年続けた名連載「対局日誌」の終了を受けて、2006年8月号から2008年8月号まで「先崎版・対局日誌」とでも言うべき「千駄ヶ谷市場」を連載していた（2009年1月号より野月浩貴が引き継いだ形で『熱局探訪』の連載を開始している）。
- 夫人が囲碁棋士で囲碁にも造詣が深いことからNHK『囲碁講座』テキストにおいて「桂馬の両アタリ」という連載を執筆している。著書『うつ病九段』ではアマ五段を自称。
- 推理小説好きで、中でも森博嗣については「デビュー作（『すべてがFになる』）から読んでいる」と語るほどのファン。『先崎学の実況!盤外戦』（講談社文庫、2006年）では、先崎自らの指名により森との対談が実現している[20]。
- 羽海野チカの将棋マンガ『3月のライオン』の将棋監修をしており、単行本（コミックス）には「先崎学のライオン将棋コラム」というコラムを3-4ページずつ掲載している。内容は将棋の基本的な解説や棋士たちの素顔など、将棋をよく知らない読者に向けたものが多い。

### ギャンブラー
- 内弟子生活を終えた中学1年の頃、奨励会の帰り道で雀荘に誘われる[5]。これが本物の牌に初めて触った日である[5]。（ただし、『将棋世界』2014年4月号の連載エッセイ「言い訳をしたい棋譜」（文前田祐司八段）によると、先崎は小学6年生の時に、前田らと雀荘で三人麻雀をし、おまけに、その場で日本酒も飲んだとのこと。当時は、奨励会員の麻雀は禁じられていて、見つかると即退会の取り決めがあった。）
- 第一回「麻雀トライアスロン・雀豪決定戦」で、プロやアマ強豪の畑正憲らを抑え総合成績第2位を受賞した[21]。
- 雑誌社主催の麻雀大会などで俳優の萩原聖人と何度か打っているが、相性は良くない[22]。
- 漫画家の西原理恵子とも親交があり、初めて出会った場所が雀荘であったことを西原が自身のブログで明かした[23]。
- 第一回著書『小博打のススメ』で、棋士たちが愛好している「チンチロリン」などの手軽なギャンブルの、ルールとその楽しさを紹介。
- 三段時代には、本人曰く「悪友の中田功に誘われた」ことが契機でパチスロにはまり、まだパチスロ情報誌が存在しなかった当時、いち早くリーチ目を解析したことなどから、後に当時を振り返って「生涯最高の収入状態」と語るほど稼いでいたという[24]。
- 2018年11月24日放送の『世界一受けたい授業』出演時、番組レギュラーの有田哲平に「先生（先崎）は将棋より麻雀が好きと聞いた」と言われた際には肯定し「将棋は無くても生きていける、麻雀は無いと生きていけない」と返し、場の笑いを誘った。

### うつ病からの復帰
- 2017年9月1日から2018年3月31日まで「一身上の都合により」全公式戦を休場する旨が、日本将棋連盟から2017年8月10日に発表された[25]。
- 公式戦への復帰後の2018年7月に[26]、著書『うつ病九段 プロ棋士が将棋を失くした一年間』（文藝春秋）を上梓し[26]、同書において休場の理由がうつ病治療のためであったことを公表し[27]、闘病経過を詳細に述べた[27]。

### その他のエピソード
- うつ病と闘病中であった2017年10月、東京・西荻窪に、先崎と夫人の穂坂繭（囲碁棋士、日本棋院所属[15]）が共同で代表を務める「囲碁・将棋スペース 棋樂」を開業した[26][28]。
- プロ棋士としては非常に珍しく自分の指した対局の棋譜を覚えられない。対局後2日間は覚えているが1週間経つと怪しいとのこと[29]。
- 羽生善治だけでなく森内俊之も極端に苦手としており、デビューから20年間（1987年度 - 2006年度）の対森内戦の勝率は1割台である。
- 若手の頃、森雞二の将棋に憧れていてよく並べていた。初めて森との対局が付いた時、坊主頭にして臨んだ[注 6]。森は河口俊彦に理由を聞かされるまで、何かやらかして師匠の米長に説教されたものと思っていた[30]。
- 若い時代に、アマチュア相手の駒落ち指導（稽古）を、先崎の世代では珍しいほど多数行った。その豊富な駒落ち将棋の経験から、上手・下手それぞれの立場で、秘手・裏技などを書いて『将棋世界』に連載し、著書『最強の駒落ち』にまとめた（のち『駒落ちのはなし』として再刊）。なお、連載の最後に、木村一基と「10秒将棋で、交互に角を落とす10番勝負」の企画を行ったが、先崎は木村の角落ちに2番敗れ、3勝7敗の成績だった。この木村との角落ち10番勝負企画について、将棋世界の事前予想インタビューに羽生善治は「10番では決着がつかないのでは」、深浦康市は「10番勝負で決着がつく（どちらかが角落ち下手で負ける）」と語っていた。
- NHK杯テレビ将棋トーナメントで対局が早く終了して時間が余った場合、かつて、先崎と神吉宏充の2名が出演する「先崎・神吉の将棋パトロール」という数分間のコーナーが番組の末尾で放送されていた。内容は、プロの対局で出現した珍しい手や絶妙手の紹介。
- C級2組時代、9勝1敗の好成績を上げながら頭ハネで昇級を逃した先崎は「何でおれがこんなクラスで指さなきゃいけないんだ。順位戦の制度はどうなってんだ？」と口を滑らせたためにC級2組の棋士全員を敵に回した。第51期順位戦（1992年度）の9回戦では、先崎の発言に腹を立てた桐谷広人が闘志を剥き出しにして向かってきた対局に惨敗、昇級を逃しただけではなく、直後、桐谷の自戦記において「こんな男に負けて悔しかったら、新宿で安酒飲んで道路に寝るがよかろう、それが似合いだ」と罵られてしまう[31]。失意の先崎は順位戦最終戦で植山悦行にも敗北し、またも昇級を逃した。翌年、第52期順位戦（1993年度）では順位が落ちて、またも9勝1敗の好成績をあげながら頭ハネに終わった。
- 棋士仲間で飲んでいた際、酔った行方尚史が「ひどいヘボをやった。先崎レベルの将棋になってしまった」とボヤいた。先崎は「もう一度言ってみろ！言ったら灰皿を投げるぞ」とやり返した。行方は「先崎レベルの将棋になってしまった」と言い続けたので、灰皿が飛んで険悪な関係になってしまう。その2、3か月後に重苦しい雰囲気の中、先崎と行方の対局が行われた。結果こそ行方の圧勝で意地を見せることは出来なかったが、直後に河口俊彦が両者を酒席に誘い、仲直りはできたという[32]。
- 2019年8月12日、叡王戦九段予選、島朗との対局において二歩で反則負け。先崎玉には即詰みが生じていたので、反則がなくても敗色濃厚であった。

## 昇段履歴
- 1981年11月（小学5年）： 5級 = 奨励会入会
- 1982年01月01日（小学5年）： 4級（6連勝）
- 1982年03月01日（小学6年）： 3級（6連勝）
- 1982年08月01日（小学6年）： 2級（9勝3敗）
- 1984年06月01日（中学2年）： 1級（9勝3敗、2級当時に3回の降級点(2勝8敗)を喫するも降級回避し1級に昇級）
- 1984年11月20日（中学2年）： 初段（12勝4敗）
- 1986年02月20日（中学3年）： 二段（12勝2敗）
- 1987年01月10日 ：三段（12勝4敗、1987年4月から第1回奨励会三段リーグ<1987年度前期>に参加）
- 1987年10月19日 ：四段（第1回三段リーグ成績2位 <12勝4敗>） = プロ入り
- 1990年10月08日 ：五段（勝数規定 /公式戦100勝）
- 1994年06月08日 ：六段（勝数規定 /五段昇段後公式戦120勝）
- 1999年04月01日 ：七段（順位戦B級1組昇級）[33]
- 2000年04月01日 ：八段（順位戦A級昇級）
- 2014年04月01日 ：九段（勝数規定 /八段昇段後公式戦250勝、）[13]

## 主な成績

### 棋戦優勝
- NHK杯 1回（1990年度 = 第40回）
- 若獅子戦 1回（1991年度 = 第14回）
  - 合計2回

### 珍記録
- 竜王戦1組順位戦C級2組在籍（史上初。後に八代弥も記録）

### 在籍クラス
| 開始 年度 | (出典)順位戦出典 | (出典)順位戦出典 | (出典)順位戦出典 | (出典)順位戦出典 | (出典)順位戦出典 | (出典)順位戦出典 | (出典)順位戦出典 | (出典)順位戦出典 | (出典)竜王戦出典 | (出典)竜王戦出典 | (出典)竜王戦出典 | (出典)竜王戦出典 | (出典)竜王戦出典 | (出典)竜王戦出典 | (出典)竜王戦出典 | (出典)竜王戦出典 | (出典)竜王戦出典 | (出典)竜王戦出典 |
| 開始 年度 | 期               | 名人             | A級              | B級              | B級              | C級              | C級              | 0                | 期               | 竜王             | 1組              | 2組              | 3組              | 4組              | 5組              | 6組              | 決勝 T           |                  |
| 開始 年度 | 期               | 名人             | A級              | 1組              | 2組              | 1組              | 2組              | 0                | 期               | 竜王             | 1組              | 2組              | 3組              | 4組              | 5組              | 6組              | 決勝 T           |                  |
| --- | ---------------- | ---------------- | ---------------- | ---------------- | ---------------- | ---------------- | ---------------- | ---------------- | ---------------- | ---------------- | ---------------- | ---------------- | ---------------- | ---------------- | ---------------- | ---------------- | ---------------- | ---------------- |
| 1987 | 46               | 昇段前           | 昇段前           | 昇段前           | 昇段前           | 昇段前           | 昇段前           | 昇段前           | 1                |                  |                  |                  |                  |                  |                  | 6組              | 1-1              | 5-0              |
| 1988 | 47               |                  |                  |                  |                  |                  | C251             | 8-2              | 2                |                  |                  |                  |                  |                  | 5組              |                  | --               | 1-2              |
| 1989 | 48               |                  |                  |                  |                  |                  | C211             | 7-3              | 3                |                  |                  |                  |                  |                  | 5組              |                  | --               | 2-2              |
| 1990 | 49               |                  |                  |                  |                  |                  | C205             | 8-2              | 4                |                  |                  |                  |                  |                  | 5組              |                  | --               | 5-1              |
| 1991 | 50               |                  |                  |                  |                  |                  | C206             | 8-2              | 5                |                  |                  |                  |                  | 4組              |                  |                  | --               | 2-2              |
| 1992 | 51               |                  |                  |                  |                  |                  | C203             | 6-4              | 6                |                  |                  |                  |                  | 4組              |                  |                  | --               | 5-1              |
| 1993 | 52               |                  |                  |                  |                  |                  | C213             | 9-1              | 7                |                  |                  |                  | 3組              |                  |                  |                  | --               | 5-1              |
| 1994 | 53               |                  |                  |                  |                  |                  | C203             | 7-3              | 8                |                  |                  | 2組              |                  |                  |                  |                  | 3-2              | 4-0              |
| 1995 | 54               |                  |                  |                  |                  |                  | C208             | 9-1              | 9                |                  | 1組              |                  |                  |                  |                  |                  | --               | 0-3              |
| 1996 | 55               |                  |                  |                  |                  | C121             |                  | 7-3              | 10               |                  |                  | 2組              |                  |                  |                  |                  | 1-1              | 3-1              |
| 1997 | 56               |                  |                  |                  |                  | C103             |                  | 9-1              | 11               |                  | 1組              |                  |                  |                  |                  |                  | --               | 1-2              |
| 1998 | 57               |                  |                  |                  | B219             |                  |                  | 9-1              | 12               |                  |                  | 2組              |                  |                  |                  |                  | --               | 0-3              |
| 1999 | 58               |                  |                  | B112             |                  |                  |                  | 8-3              | 13               |                  |                  | 2組              |                  |                  |                  |                  | --               | 3-2              |
| 2000 | 59               |                  | A 10             |                  |                  |                  |                  | 4-5              | 14               |                  |                  | 2組              |                  |                  |                  |                  | --               | 2-2              |
| 2001 | 60               |                  | A 07             |                  |                  |                  |                  | 2-7              | 15               |                  |                  | 2組              |                  |                  |                  |                  | --               | 3-2              |
| 2002 | 61               |                  |                  | B101             |                  |                  |                  | 6-5              | 16               |                  |                  | 2組              |                  |                  |                  |                  | --               | 1-2              |
| 2003 | 62               |                  |                  | B105             |                  |                  |                  | 6-6              | 17               |                  |                  | 2組              |                  |                  |                  |                  | 0-1              | 4-0              |
| 2004 | 63               |                  |                  | B107             |                  |                  |                  | 7-5              | 18               |                  | 1組              |                  |                  |                  |                  |                  | --               | 3-2              |
| 2005 | 64               |                  |                  | B104             |                  |                  |                  | 4-8              | 19               |                  | 1組              |                  |                  |                  |                  |                  | --               | 0-2              |
| 2006 | 65               |                  |                  |                  | B201             |                  |                  | 6-4              | 20               |                  |                  | 2組              |                  |                  |                  |                  | --               | 1-2              |
| 2007 | 66               |                  |                  |                  | B208             |                  |                  | 6-4              | 21               |                  |                  | 2組              |                  |                  |                  |                  | --               | 4-1              |
| 2008 | 67               |                  |                  |                  | B206             |                  |                  | 7-3              | 22               |                  | 1組              |                  |                  |                  |                  |                  | --               | 0-2              |
| 2009 | 68               |                  |                  |                  | B205             |                  |                  | 7-3              | 23               |                  |                  | 2組              |                  |                  |                  |                  | --               | 2-2              |
| 2010 | 69               |                  |                  |                  | B204             |                  |                  | 4-6              | 24               |                  |                  | 2組              |                  |                  |                  |                  | --               | 0-2              |
| 2011 | 70               |                  |                  |                  | B215             |                  |                  | 4-6              | 25               |                  |                  |                  | 3組              |                  |                  |                  | --               | 2-2              |
| 2012 | 71               |                  |                  |                  | B216             |                  |                  | 4-6              | 26               |                  |                  |                  | 3組              |                  |                  |                  | --               | 0-2              |
| 2013 | 72               |                  |                  |                  | B216             |                  |                  | 7-3              | 27               |                  |                  |                  |                  | 4組              |                  |                  | --               | 2-2              |
| 2014 | 73               |                  |                  |                  | B204             |                  |                  | 8-2              | 28               |                  |                  |                  |                  | 4組              |                  |                  | --               | 0-3              |
| 2015 | 74               |                  |                  | B113             |                  |                  |                  | 1-11             | 29               |                  |                  |                  |                  |                  | 5組              |                  | --               | 4-1              |
| 2016 | 75               |                  |                  |                  | B202             |                  |                  | 4-6              | 30               |                  |                  |                  |                  | 4組              |                  |                  | --               | 2-2              |
| 2017 | 76               |                  |                  |                  | B214x            |                  |                  | 0-10 不戦 9      | 31               |                  |                  |                  |                  | 4組              |                  |                  | --               | 休場             |
| 2018 | 77               |                  |                  |                  | B224*x           |                  |                  | 1-9              | 32               |                  |                  |                  |                  | 4組              |                  |                  | --               | 0-3              |
| 2019 | 78               |                  |                  |                  |                  | C101             |                  | 4-6              | 33               |                  |                  |                  |                  |                  | 5組              |                  | --               | 1-2              |
| 2020 | 79               |                  |                  |                  |                  | C122             |                  | 4-6              | 34               |                  |                  |                  |                  |                  | 5組              |                  | --               | 2-2              |
| 2021 | 80               |                  |                  |                  |                  | C125x            |                  | 3-7              | 35               |                  |                  |                  |                  |                  | 5組              |                  | --               | 1-2              |
| 2022 | 81               |                  |                  |                  |                  | C131*            |                  | 5-5              | 36               |                  |                  |                  |                  |                  | 5組              |                  | --               | 1-2              |
| 2023 | 82               |                  |                  |                  |                  | C114+            |                  | 6-4              | 37               |                  |                  |                  |                  |                  | 5組              |                  | --               | 1-2              |
| 2024 | 83               |                  |                  |                  |                  | C112             |                  |                  | 38               |                  |                  |                  |                  |                  | 5組              |                  | --               |                  |
| 順位戦、竜王戦の 枠表記 は挑戦者。右欄の数字は勝-敗(番勝負/PO含まず)。 順位戦の右数字はクラス内順位 ( x当期降級点 / *累積降級点 / +降級点消去 ) 順位戦の「F編」はフリークラス編入 /「F宣」は宣言によるフリークラス転出。 竜王戦の 太字 はランキング戦優勝、竜王戦の 組(添字) は棋士以外の枠での出場。 |                  |                  |                  |                  |                  |                  |                  |                  |                  |                  |                  |                  |                  |                  |                  |                  |                  |                  |

### 年度別成績
| 年度             | 対局数 | 勝数 | 負数 | 勝率   | (出典)              |
| ---------------- | ------ | ---- | ---- | ------ | ------------------- |
| 1987             | 16     | 12   | 4    | 0.7500 | [ 出典無効 ] [ 36 ] |
| 1988             | 53     | 36   | 17   | 0.6792 | [ 出典無効 ] [ 37 ] |
| 1989             | 49     | 33   | 16   | 0.6735 | [ 出典無効 ] [ 38 ] |
| 1990             | 51     | 35   | 16   | 0.6863 | [ 39 ]              |
| 1987-1990 (累計) | 169    | 116  | 53   |        |                     |
| 年度             | 対局数 | 勝数 | 負数 | 勝率   | (出典)              |
| 1991             | 50     | 34   | 16   | 0.6800 | [ 40 ]              |
| 1992             | 47     | 31   | 16   | 0.6596 | [ 41 ]              |
| 1993             | 44     | 32   | 12   | 0.7273 | [ 42 ]              |
| 1994             | 50     | 34   | 16   | 0.6800 | [ 43 ]              |
| 1995             | 47     | 34   | 13   | 0.7234 | [ 44 ]              |
| 1996             | 34     | 20   | 14   | 0.5882 | [ 45 ]              |
| 1997             | 42     | 28   | 14   | 0.6667 | [ 46 ]              |
| 1998             | 36     | 22   | 14   | 0.6111 | [ 47 ]              |
| 1999             | 32     | 17   | 15   | 0.5313 | [ 48 ]              |
| 2000             | 28     | 12   | 16   | 0.4286 | [ 49 ]              |
| 1991-2000 (小計) | 410    | 264  | 146  |        |                     |
| 年度             | 対局数 | 勝数 | 負数 | 勝率   | (出典)              |
| 2001             | 31     | 11   | 20   | 0.3548 | [ 50 ]              |
| 2002             | 39     | 21   | 18   | 0.5385 | [ 51 ]              |
| 2003             | 34     | 20   | 14   | 0.5882 | [ 52 ]              |
| 2004             | 43     | 27   | 16   | 0.6279 | [ 53 ]              |
| 2005             | 41     | 20   | 21   | 0.4878 | [ 54 ]              |
| 2006             | 37     | 19   | 18   | 0.5135 | [ 55 ]              |
| 2007             | 30     | 17   | 13   | 0.5667 | [ 56 ]              |
| 2008             | 35     | 23   | 13   | 0.6286 | [ 57 ]              |
| 2009             | 36     | 23   | 13   | 0.6389 | [ 58 ]              |
| 2010             | 36     | 19   | 17   | 0.5278 | [ 59 ]              |
| 2001-2010 (小計) | 362    | 200  | 162  |        |                     |
| 年度             | 対局数 | 勝数 | 負数 | 勝率   | (出典)              |
| 2011             | 26     | 10   | 16   | 0.3846 | [ 60 ]              |
| 2012             | 31     | 15   | 16   | 0.4839 | [ 61 ]              |
| 2013             | 26     | 13   | 13   | 0.5000 | [ 62 ]              |
| 2014             | 28     | 13   | 15   | 0.4643 | [ 63 ]              |
| 2015             | 29     | 11   | 18   | 0.3793 | [ 64 ]              |
| 2016             | 33     | 15   | 18   | 0.4545 | [ 65 ]              |
| 2017             | 19     | 3    | 16   | 0.1579 | [ 66 ]              |
| 2018             | 22     | 5    | 17   | 0.2273 | [ 67 ]              |
| 2019             | 29     | 9    | 20   | 0.3103 | [ 68 ]              |
| 2020             | 27     | 10   | 17   | 0.3704 | [ 69 ]              |
| 2011-2020 (小計) | 270    | 104  | 166  |        |                     |
| 年度             | 対局数 | 勝数 | 負数 | 勝率   | (出典)              |
| 2021             | 26     | 7    | 19   | 0.2692 | [ 70 ]              |
| 2022             | 25     | 11   | 14   | 0.4400 | [ 71 ]              |
| 2023             | 29     | 13   | 16   | 0.4483 | [ 72 ]              |
| 2021-2023 (小計) | 80     | 31   | 49   |        |                     |
| 通算             | 1292   | 714  | 578  | 0.5526 | [ 73 ]              |
| 2023年度まで     |        |      |      |        |                     |

### その他表彰
- 2013年2月 将棋栄誉賞（通算600勝達成）[12]

## 出演番組
- NHK将棋講座「先崎学のまかせて!基礎体力アップ」（1995年7月-9月期） - 講師
- NHK将棋講座「先崎学のすぐわかる現代将棋」（2009年度後期） - 講師
- 開運!なんでも鑑定団（2016年9月20日、テレビ東京） - ゲスト鑑定依頼人

## 著書

### 単著
- 『一葉の写真-若き勝負師の青春』講談社、1992年2月。ISBN 978-4-06-205594-9。
- 『先ちゃんの将棋ABC めちゃカンタン』毎日コミュニケーションズ、1996年1月。ISBN 978-4-89563-646-9。
- 『一葉の写真-若き勝負師の青春』講談社文庫、1996年5月。ISBN 978-4-06-263194-5。
- 『名人になる子ども将棋』梧桐書院、1997年10月。ISBN 978-4-340-07113-5。
- 『世界は右にまわる 将棋指しの優雅な日々』日本将棋連盟、1997年12月。ISBN 978-4-8197-0064-1。
- 『先ちゃんの順位戦泣き笑い熱局集』日本将棋連盟、2000年8月。ISBN 978-4-8197-0255-3。
- 『フフフの歩』講談社文庫、2001年4月。ISBN 978-4-06-273122-5。
- 『先崎学の浮いたり沈んだり』文藝春秋、2002年6月。ISBN 978-4-16-358640-3。
- 『ホントに勝てる四間飛車 先崎式将棋レクチャー&トーク』河出書房新社、2002年12月。ISBN 978-4-309-72271-9。
- 『ホントに勝てる振り飛車 先崎式将棋レクチャー&トーク』河出書房新社、2002年1月。ISBN 978-4-309-72272-6。
- 『ホントに勝てる穴熊 先崎式将棋レクチャー&トーク』河出書房新社、2002年2月。ISBN 978-4-309-72273-3。
- 『小博打のススメ』新潮社、2003年10月。ISBN 978-4-10-610038-3。
- 『まわり将棋は技術だ 先崎学の浮いたり沈んだり2』文藝春秋、2003年11月。ISBN 978-4-16-365420-1。
- 『やりなおしの将棋』岩波書店、2004年7月。ISBN 978-4-00-700119-2。
- 『先崎学の浮いたり沈んだり』文春文庫、2002年6月。ISBN 978-4-16-768801-1。
- 『最強の駒落ち』講談社、2004年11月。ISBN 978-4-06-149757-3。
- 『脳をやわらかくする先崎学の子ども将棋』梧桐書院、2005年7月。ISBN 978-4-340-07116-6。
- 『先崎学の実況!盤外戦』講談社文庫、2006年5月。ISBN 978-4-06-275402-6。
- 『右四間飛車戦法 四間飛車破りの決定版!』創元社、2007年4月。ISBN 978-4-422-75108-5。
- 『山手線内回りのゲリラ 先崎学の浮いたり沈んだり』日本将棋連盟、2007年12月。ISBN 978-4-8197-0251-5。
- 『千駄ヶ谷市場』日本将棋連盟、2011年7月。ISBN 978-4-8399-3973-1。
- 『今宵、あの頃のバーで』日本将棋連盟、2011年10月。ISBN 978-4-8399-4080-5。
- 『棋士・先崎学の青春ギャンブル回想録』白夜書房、2011年11月。ISBN 978-4-86191-796-7。
- 『孤高の大木 千駄ヶ谷市場2』日本将棋連盟、2012年4月。ISBN 978-4-8399-4260-1。
- 『先ちゃんの囲碁放浪記 桂馬の両アタリ』NHK出版、2012年4月。ISBN 978-4-14-016202-6。
- 『駒落ちのはなし』日本将棋連盟、2012年10月。ISBN 978-4-8399-4476-6。
- 『棋士が数学者になる時 千駄ヶ谷市場3』日本将棋連盟、2013年5月。ISBN 978-4-8399-4477-3。
- 『摩訶不思議な棋士の脳』日本将棋連盟、2015年10月。ISBN 978-4-8399-5733-9。
- 『うつ病九段 プロ棋士が将棋を失くした一年間』文藝春秋、2018年7月。ISBN 978-4-16-390893-9。
- 『将棋指しの腹のうち』文藝春秋、2020年1月。ISBN 978-4-16-391160-1。
- 『うつ病九段 プロ棋士が将棋を失くした一年間』文春文庫、2020年4月。ISBN 978-4-16-791533-9。
- 『将棋指しの腹のうち』文春文庫、2023年3月。ISBN 978-4-16-792014-2。

### 共著
- 羽生善治、先崎学『村山聖名局譜』日本将棋連盟、2000年11月。ISBN 978-4-8197-0211-9。
- 先崎学、伊東ぢゅん子『将棋の必殺ワザ キミにもできる！必殺ワザ 5』ポプラ社、2003年12月。ISBN 978-4-591-07946-1。
- 先崎学、北尾まどか『先崎学のすぐわかる現代将棋』NHK出版、2010年7月。ISBN 978-4-14-016184-5。
- 先崎学、中村太地『先崎学&中村太地この名局を見よ! 20世紀編』マイナビ出版、2018年7月。ISBN 978-4-8399-6375-0。
- 先崎学、中村太地『先崎学&中村太地この名局を見よ! 21世紀編』マイナビ出版、2018年11月。ISBN 978-4-8399-6770-3。

### 監修
- 『詰将棋実力判定初段130題　実戦詰将棋、双玉形、長手数物まで出題!』成美堂出版、2001年9月。ISBN 978-4-415-01797-6。
- 『3月のライオン』羽海野チカ、白泉社

### 漫画原作
- 『うつ病九段』河井克夫、文藝春秋、2020年4月。ISBN 978-4-16-391200-4

## 演じた人

### ラジオドラマ
- 『うつ病九段』（NHK-FM「FMシアター」2019年7月13日放送、同年7月30日[要出典]、10月19日再放送） - 演：津田寛治[74]

### テレビドラマ
- 『うつ病九段』（NHK BSプレミアム 2020年12月20日放送） - 演：安田顕[75]